# Aix-en-Issart
Aix-en-Issart é uma comuna francesa na região administrativa de Altos da França, no departamento de Pas-de-Calais. Estende-se por uma área de 10,1 km². Em 2010 a comuna tinha 269 habitantes (densidade: 26,6 hab./km²).